# Kanton Saint-Maixent-l’École
Der Kanton Saint-Maixent-l’École ist seit 2015 ein französischer Wahlkreis im Arrondissement Niort im Département Deux-Sèvres in der Region Nouvelle-Aquitaine; sein Hauptort ist Saint-Maixent-l’École.

## Gemeinden
Der Kanton besteht aus 13 Gemeinden mit insgesamt 26.086 Einwohnern (Stand: 1. Januar 2022) auf einer Gesamtfläche von 232,45 km²:
| Gemeinde                      | Einwohner 1. Januar 2022 | Fläche km² | Dichte Einw./km² | Code INSEE | Postleitzahl |
| ----------------------------- | ------------------------ | ---------- | ---------------- | ---------- | ------------ |
| Augé                          | 887                      | 23,33      | 38               | 79020      | 79400        |
| Azay-le-Brûlé                 | 1.952                    | 22,10      | 88               | 79024      | 79400        |
| Exireuil                      | 1.562                    | 21,06      | 74               | 79114      | 79400        |
| François                      | 976                      | 9,39       | 104              | 79128      | 79260        |
| La Crèche                     | 5.681                    | 34,50      | 165              | 79048      | 79260        |
| Nanteuil                      | 1.702                    | 20,62      | 83               | 79189      | 79400        |
| Romans                        | 702                      | 11,42      | 61               | 79231      | 79260        |
| Sainte-Eanne                  | 592                      | 13,83      | 43               | 79246      | 79800        |
| Saint-Maixent-l’École         | 7.433                    | 5,22       | 1.424            | 79270      | 79400        |
| Saint-Martin-de-Saint-Maixent | 1.066                    | 12,64      | 84               | 79276      | 79400        |
| Sainte-Néomaye                | 1.353                    | 10,69      | 127              | 79283      | 79260        |
| Saivres                       | 1.322                    | 21,24      | 62               | 79302      | 79400        |
| Souvigné                      | 858                      | 26,41      | 32               | 79319      | 79800        |
| Kanton Saint-Maixent-l’École  | 26.086                   | 232,45     | 112              | 7915       | –            |